# Плахутти перекриття
Перекриття́ Плахутти — ідея в шаховій композиції. Суть ідеї — взаємне перекриття однаково ходячих фігур одного і того ж кольору, завдяки жертви фігури суперника.

## Історія
Цю ідею запропонував у 1858 році шаховий композитор Йозеф Плахутта (13.05.1827 — 22.07.1883).
Він був австрійським, а потім словацьким шаховим композитором. В задачі на прямий мат на цю ідею жертвується біла фігура на полі перетину дії двох однаково ходячих фігур, це може бути дві тури, або слон і ферзь. При цьому виникають дві ідейні загрози, які почергово проходять, в залежності яка фігура перекривається іншою.
Ідея дістала назву — перекриття Плахутти. З часом стало відомо, що Семюель Лойд опублікував задачу з такою ж ідеєю на рік раніше від Йозефа Плахутти, але саме Й. Плахутта дав поштовх до розробки цієї ідеї, і назва теми в честь Й. Плахутти залишилась.
|   | a | b | c | d | e | f | g | h |   |
| 8 | d8 білий слон · g8 чорна тура · h7 чорна тура · a6 чорний кінь · e6 чорний пішак · f6 чорний слон · c5 білий пішак · e5 чорний король · c4 білий король · e4 білий пішак · c3 чорний пішак · d3 білий пішак · d1 білий ферзь · g1 біла тура | d8 білий слон · g8 чорна тура · h7 чорна тура · a6 чорний кінь · e6 чорний пішак · f6 чорний слон · c5 білий пішак · e5 чорний король · c4 білий король · e4 білий пішак · c3 чорний пішак · d3 білий пішак · d1 білий ферзь · g1 біла тура | d8 білий слон · g8 чорна тура · h7 чорна тура · a6 чорний кінь · e6 чорний пішак · f6 чорний слон · c5 білий пішак · e5 чорний король · c4 білий король · e4 білий пішак · c3 чорний пішак · d3 білий пішак · d1 білий ферзь · g1 біла тура | d8 білий слон · g8 чорна тура · h7 чорна тура · a6 чорний кінь · e6 чорний пішак · f6 чорний слон · c5 білий пішак · e5 чорний король · c4 білий король · e4 білий пішак · c3 чорний пішак · d3 білий пішак · d1 білий ферзь · g1 біла тура | d8 білий слон · g8 чорна тура · h7 чорна тура · a6 чорний кінь · e6 чорний пішак · f6 чорний слон · c5 білий пішак · e5 чорний король · c4 білий король · e4 білий пішак · c3 чорний пішак · d3 білий пішак · d1 білий ферзь · g1 біла тура | d8 білий слон · g8 чорна тура · h7 чорна тура · a6 чорний кінь · e6 чорний пішак · f6 чорний слон · c5 білий пішак · e5 чорний король · c4 білий король · e4 білий пішак · c3 чорний пішак · d3 білий пішак · d1 білий ферзь · g1 біла тура | d8 білий слон · g8 чорна тура · h7 чорна тура · a6 чорний кінь · e6 чорний пішак · f6 чорний слон · c5 білий пішак · e5 чорний король · c4 білий король · e4 білий пішак · c3 чорний пішак · d3 білий пішак · d1 білий ферзь · g1 біла тура | d8 білий слон · g8 чорна тура · h7 чорна тура · a6 чорний кінь · e6 чорний пішак · f6 чорний слон · c5 білий пішак · e5 чорний король · c4 білий король · e4 білий пішак · c3 чорний пішак · d3 білий пішак · d1 білий ферзь · g1 біла тура | 8 |
| 7 | d8 білий слон · g8 чорна тура · h7 чорна тура · a6 чорний кінь · e6 чорний пішак · f6 чорний слон · c5 білий пішак · e5 чорний король · c4 білий король · e4 білий пішак · c3 чорний пішак · d3 білий пішак · d1 білий ферзь · g1 біла тура | d8 білий слон · g8 чорна тура · h7 чорна тура · a6 чорний кінь · e6 чорний пішак · f6 чорний слон · c5 білий пішак · e5 чорний король · c4 білий король · e4 білий пішак · c3 чорний пішак · d3 білий пішак · d1 білий ферзь · g1 біла тура | d8 білий слон · g8 чорна тура · h7 чорна тура · a6 чорний кінь · e6 чорний пішак · f6 чорний слон · c5 білий пішак · e5 чорний король · c4 білий король · e4 білий пішак · c3 чорний пішак · d3 білий пішак · d1 білий ферзь · g1 біла тура | d8 білий слон · g8 чорна тура · h7 чорна тура · a6 чорний кінь · e6 чорний пішак · f6 чорний слон · c5 білий пішак · e5 чорний король · c4 білий король · e4 білий пішак · c3 чорний пішак · d3 білий пішак · d1 білий ферзь · g1 біла тура | d8 білий слон · g8 чорна тура · h7 чорна тура · a6 чорний кінь · e6 чорний пішак · f6 чорний слон · c5 білий пішак · e5 чорний король · c4 білий король · e4 білий пішак · c3 чорний пішак · d3 білий пішак · d1 білий ферзь · g1 біла тура | d8 білий слон · g8 чорна тура · h7 чорна тура · a6 чорний кінь · e6 чорний пішак · f6 чорний слон · c5 білий пішак · e5 чорний король · c4 білий король · e4 білий пішак · c3 чорний пішак · d3 білий пішак · d1 білий ферзь · g1 біла тура | d8 білий слон · g8 чорна тура · h7 чорна тура · a6 чорний кінь · e6 чорний пішак · f6 чорний слон · c5 білий пішак · e5 чорний король · c4 білий король · e4 білий пішак · c3 чорний пішак · d3 білий пішак · d1 білий ферзь · g1 біла тура | d8 білий слон · g8 чорна тура · h7 чорна тура · a6 чорний кінь · e6 чорний пішак · f6 чорний слон · c5 білий пішак · e5 чорний король · c4 білий король · e4 білий пішак · c3 чорний пішак · d3 білий пішак · d1 білий ферзь · g1 біла тура | 7 |
| 6 | d8 білий слон · g8 чорна тура · h7 чорна тура · a6 чорний кінь · e6 чорний пішак · f6 чорний слон · c5 білий пішак · e5 чорний король · c4 білий король · e4 білий пішак · c3 чорний пішак · d3 білий пішак · d1 білий ферзь · g1 біла тура | d8 білий слон · g8 чорна тура · h7 чорна тура · a6 чорний кінь · e6 чорний пішак · f6 чорний слон · c5 білий пішак · e5 чорний король · c4 білий король · e4 білий пішак · c3 чорний пішак · d3 білий пішак · d1 білий ферзь · g1 біла тура | d8 білий слон · g8 чорна тура · h7 чорна тура · a6 чорний кінь · e6 чорний пішак · f6 чорний слон · c5 білий пішак · e5 чорний король · c4 білий король · e4 білий пішак · c3 чорний пішак · d3 білий пішак · d1 білий ферзь · g1 біла тура | d8 білий слон · g8 чорна тура · h7 чорна тура · a6 чорний кінь · e6 чорний пішак · f6 чорний слон · c5 білий пішак · e5 чорний король · c4 білий король · e4 білий пішак · c3 чорний пішак · d3 білий пішак · d1 білий ферзь · g1 біла тура | d8 білий слон · g8 чорна тура · h7 чорна тура · a6 чорний кінь · e6 чорний пішак · f6 чорний слон · c5 білий пішак · e5 чорний король · c4 білий король · e4 білий пішак · c3 чорний пішак · d3 білий пішак · d1 білий ферзь · g1 біла тура | d8 білий слон · g8 чорна тура · h7 чорна тура · a6 чорний кінь · e6 чорний пішак · f6 чорний слон · c5 білий пішак · e5 чорний король · c4 білий король · e4 білий пішак · c3 чорний пішак · d3 білий пішак · d1 білий ферзь · g1 біла тура | d8 білий слон · g8 чорна тура · h7 чорна тура · a6 чорний кінь · e6 чорний пішак · f6 чорний слон · c5 білий пішак · e5 чорний король · c4 білий король · e4 білий пішак · c3 чорний пішак · d3 білий пішак · d1 білий ферзь · g1 біла тура | d8 білий слон · g8 чорна тура · h7 чорна тура · a6 чорний кінь · e6 чорний пішак · f6 чорний слон · c5 білий пішак · e5 чорний король · c4 білий король · e4 білий пішак · c3 чорний пішак · d3 білий пішак · d1 білий ферзь · g1 біла тура | 6 |
| 5 | d8 білий слон · g8 чорна тура · h7 чорна тура · a6 чорний кінь · e6 чорний пішак · f6 чорний слон · c5 білий пішак · e5 чорний король · c4 білий король · e4 білий пішак · c3 чорний пішак · d3 білий пішак · d1 білий ферзь · g1 біла тура | d8 білий слон · g8 чорна тура · h7 чорна тура · a6 чорний кінь · e6 чорний пішак · f6 чорний слон · c5 білий пішак · e5 чорний король · c4 білий король · e4 білий пішак · c3 чорний пішак · d3 білий пішак · d1 білий ферзь · g1 біла тура | d8 білий слон · g8 чорна тура · h7 чорна тура · a6 чорний кінь · e6 чорний пішак · f6 чорний слон · c5 білий пішак · e5 чорний король · c4 білий король · e4 білий пішак · c3 чорний пішак · d3 білий пішак · d1 білий ферзь · g1 біла тура | d8 білий слон · g8 чорна тура · h7 чорна тура · a6 чорний кінь · e6 чорний пішак · f6 чорний слон · c5 білий пішак · e5 чорний король · c4 білий король · e4 білий пішак · c3 чорний пішак · d3 білий пішак · d1 білий ферзь · g1 біла тура | d8 білий слон · g8 чорна тура · h7 чорна тура · a6 чорний кінь · e6 чорний пішак · f6 чорний слон · c5 білий пішак · e5 чорний король · c4 білий король · e4 білий пішак · c3 чорний пішак · d3 білий пішак · d1 білий ферзь · g1 біла тура | d8 білий слон · g8 чорна тура · h7 чорна тура · a6 чорний кінь · e6 чорний пішак · f6 чорний слон · c5 білий пішак · e5 чорний король · c4 білий король · e4 білий пішак · c3 чорний пішак · d3 білий пішак · d1 білий ферзь · g1 біла тура | d8 білий слон · g8 чорна тура · h7 чорна тура · a6 чорний кінь · e6 чорний пішак · f6 чорний слон · c5 білий пішак · e5 чорний король · c4 білий король · e4 білий пішак · c3 чорний пішак · d3 білий пішак · d1 білий ферзь · g1 біла тура | d8 білий слон · g8 чорна тура · h7 чорна тура · a6 чорний кінь · e6 чорний пішак · f6 чорний слон · c5 білий пішак · e5 чорний король · c4 білий король · e4 білий пішак · c3 чорний пішак · d3 білий пішак · d1 білий ферзь · g1 біла тура | 5 |
| 4 | d8 білий слон · g8 чорна тура · h7 чорна тура · a6 чорний кінь · e6 чорний пішак · f6 чорний слон · c5 білий пішак · e5 чорний король · c4 білий король · e4 білий пішак · c3 чорний пішак · d3 білий пішак · d1 білий ферзь · g1 біла тура | d8 білий слон · g8 чорна тура · h7 чорна тура · a6 чорний кінь · e6 чорний пішак · f6 чорний слон · c5 білий пішак · e5 чорний король · c4 білий король · e4 білий пішак · c3 чорний пішак · d3 білий пішак · d1 білий ферзь · g1 біла тура | d8 білий слон · g8 чорна тура · h7 чорна тура · a6 чорний кінь · e6 чорний пішак · f6 чорний слон · c5 білий пішак · e5 чорний король · c4 білий король · e4 білий пішак · c3 чорний пішак · d3 білий пішак · d1 білий ферзь · g1 біла тура | d8 білий слон · g8 чорна тура · h7 чорна тура · a6 чорний кінь · e6 чорний пішак · f6 чорний слон · c5 білий пішак · e5 чорний король · c4 білий король · e4 білий пішак · c3 чорний пішак · d3 білий пішак · d1 білий ферзь · g1 біла тура | d8 білий слон · g8 чорна тура · h7 чорна тура · a6 чорний кінь · e6 чорний пішак · f6 чорний слон · c5 білий пішак · e5 чорний король · c4 білий король · e4 білий пішак · c3 чорний пішак · d3 білий пішак · d1 білий ферзь · g1 біла тура | d8 білий слон · g8 чорна тура · h7 чорна тура · a6 чорний кінь · e6 чорний пішак · f6 чорний слон · c5 білий пішак · e5 чорний король · c4 білий король · e4 білий пішак · c3 чорний пішак · d3 білий пішак · d1 білий ферзь · g1 біла тура | d8 білий слон · g8 чорна тура · h7 чорна тура · a6 чорний кінь · e6 чорний пішак · f6 чорний слон · c5 білий пішак · e5 чорний король · c4 білий король · e4 білий пішак · c3 чорний пішак · d3 білий пішак · d1 білий ферзь · g1 біла тура | d8 білий слон · g8 чорна тура · h7 чорна тура · a6 чорний кінь · e6 чорний пішак · f6 чорний слон · c5 білий пішак · e5 чорний король · c4 білий король · e4 білий пішак · c3 чорний пішак · d3 білий пішак · d1 білий ферзь · g1 біла тура | 4 |
| 3 | d8 білий слон · g8 чорна тура · h7 чорна тура · a6 чорний кінь · e6 чорний пішак · f6 чорний слон · c5 білий пішак · e5 чорний король · c4 білий король · e4 білий пішак · c3 чорний пішак · d3 білий пішак · d1 білий ферзь · g1 біла тура | d8 білий слон · g8 чорна тура · h7 чорна тура · a6 чорний кінь · e6 чорний пішак · f6 чорний слон · c5 білий пішак · e5 чорний король · c4 білий король · e4 білий пішак · c3 чорний пішак · d3 білий пішак · d1 білий ферзь · g1 біла тура | d8 білий слон · g8 чорна тура · h7 чорна тура · a6 чорний кінь · e6 чорний пішак · f6 чорний слон · c5 білий пішак · e5 чорний король · c4 білий король · e4 білий пішак · c3 чорний пішак · d3 білий пішак · d1 білий ферзь · g1 біла тура | d8 білий слон · g8 чорна тура · h7 чорна тура · a6 чорний кінь · e6 чорний пішак · f6 чорний слон · c5 білий пішак · e5 чорний король · c4 білий король · e4 білий пішак · c3 чорний пішак · d3 білий пішак · d1 білий ферзь · g1 біла тура | d8 білий слон · g8 чорна тура · h7 чорна тура · a6 чорний кінь · e6 чорний пішак · f6 чорний слон · c5 білий пішак · e5 чорний король · c4 білий король · e4 білий пішак · c3 чорний пішак · d3 білий пішак · d1 білий ферзь · g1 біла тура | d8 білий слон · g8 чорна тура · h7 чорна тура · a6 чорний кінь · e6 чорний пішак · f6 чорний слон · c5 білий пішак · e5 чорний король · c4 білий король · e4 білий пішак · c3 чорний пішак · d3 білий пішак · d1 білий ферзь · g1 біла тура | d8 білий слон · g8 чорна тура · h7 чорна тура · a6 чорний кінь · e6 чорний пішак · f6 чорний слон · c5 білий пішак · e5 чорний король · c4 білий король · e4 білий пішак · c3 чорний пішак · d3 білий пішак · d1 білий ферзь · g1 біла тура | d8 білий слон · g8 чорна тура · h7 чорна тура · a6 чорний кінь · e6 чорний пішак · f6 чорний слон · c5 білий пішак · e5 чорний король · c4 білий король · e4 білий пішак · c3 чорний пішак · d3 білий пішак · d1 білий ферзь · g1 біла тура | 3 |
| 2 | d8 білий слон · g8 чорна тура · h7 чорна тура · a6 чорний кінь · e6 чорний пішак · f6 чорний слон · c5 білий пішак · e5 чорний король · c4 білий король · e4 білий пішак · c3 чорний пішак · d3 білий пішак · d1 білий ферзь · g1 біла тура | d8 білий слон · g8 чорна тура · h7 чорна тура · a6 чорний кінь · e6 чорний пішак · f6 чорний слон · c5 білий пішак · e5 чорний король · c4 білий король · e4 білий пішак · c3 чорний пішак · d3 білий пішак · d1 білий ферзь · g1 біла тура | d8 білий слон · g8 чорна тура · h7 чорна тура · a6 чорний кінь · e6 чорний пішак · f6 чорний слон · c5 білий пішак · e5 чорний король · c4 білий король · e4 білий пішак · c3 чорний пішак · d3 білий пішак · d1 білий ферзь · g1 біла тура | d8 білий слон · g8 чорна тура · h7 чорна тура · a6 чорний кінь · e6 чорний пішак · f6 чорний слон · c5 білий пішак · e5 чорний король · c4 білий король · e4 білий пішак · c3 чорний пішак · d3 білий пішак · d1 білий ферзь · g1 біла тура | d8 білий слон · g8 чорна тура · h7 чорна тура · a6 чорний кінь · e6 чорний пішак · f6 чорний слон · c5 білий пішак · e5 чорний король · c4 білий король · e4 білий пішак · c3 чорний пішак · d3 білий пішак · d1 білий ферзь · g1 біла тура | d8 білий слон · g8 чорна тура · h7 чорна тура · a6 чорний кінь · e6 чорний пішак · f6 чорний слон · c5 білий пішак · e5 чорний король · c4 білий король · e4 білий пішак · c3 чорний пішак · d3 білий пішак · d1 білий ферзь · g1 біла тура | d8 білий слон · g8 чорна тура · h7 чорна тура · a6 чорний кінь · e6 чорний пішак · f6 чорний слон · c5 білий пішак · e5 чорний король · c4 білий король · e4 білий пішак · c3 чорний пішак · d3 білий пішак · d1 білий ферзь · g1 біла тура | d8 білий слон · g8 чорна тура · h7 чорна тура · a6 чорний кінь · e6 чорний пішак · f6 чорний слон · c5 білий пішак · e5 чорний король · c4 білий король · e4 білий пішак · c3 чорний пішак · d3 білий пішак · d1 білий ферзь · g1 біла тура | 2 |
| 1 | d8 білий слон · g8 чорна тура · h7 чорна тура · a6 чорний кінь · e6 чорний пішак · f6 чорний слон · c5 білий пішак · e5 чорний король · c4 білий король · e4 білий пішак · c3 чорний пішак · d3 білий пішак · d1 білий ферзь · g1 біла тура | d8 білий слон · g8 чорна тура · h7 чорна тура · a6 чорний кінь · e6 чорний пішак · f6 чорний слон · c5 білий пішак · e5 чорний король · c4 білий король · e4 білий пішак · c3 чорний пішак · d3 білий пішак · d1 білий ферзь · g1 біла тура | d8 білий слон · g8 чорна тура · h7 чорна тура · a6 чорний кінь · e6 чорний пішак · f6 чорний слон · c5 білий пішак · e5 чорний король · c4 білий король · e4 білий пішак · c3 чорний пішак · d3 білий пішак · d1 білий ферзь · g1 біла тура | d8 білий слон · g8 чорна тура · h7 чорна тура · a6 чорний кінь · e6 чорний пішак · f6 чорний слон · c5 білий пішак · e5 чорний король · c4 білий король · e4 білий пішак · c3 чорний пішак · d3 білий пішак · d1 білий ферзь · g1 біла тура | d8 білий слон · g8 чорна тура · h7 чорна тура · a6 чорний кінь · e6 чорний пішак · f6 чорний слон · c5 білий пішак · e5 чорний король · c4 білий король · e4 білий пішак · c3 чорний пішак · d3 білий пішак · d1 білий ферзь · g1 біла тура | d8 білий слон · g8 чорна тура · h7 чорна тура · a6 чорний кінь · e6 чорний пішак · f6 чорний слон · c5 білий пішак · e5 чорний король · c4 білий король · e4 білий пішак · c3 чорний пішак · d3 білий пішак · d1 білий ферзь · g1 біла тура | d8 білий слон · g8 чорна тура · h7 чорна тура · a6 чорний кінь · e6 чорний пішак · f6 чорний слон · c5 білий пішак · e5 чорний король · c4 білий король · e4 білий пішак · c3 чорний пішак · d3 білий пішак · d1 білий ферзь · g1 біла тура | d8 білий слон · g8 чорна тура · h7 чорна тура · a6 чорний кінь · e6 чорний пішак · f6 чорний слон · c5 білий пішак · e5 чорний король · c4 білий король · e4 білий пішак · c3 чорний пішак · d3 білий пішак · d1 білий ферзь · g1 біла тура | 1 |
|   | a | b | c | d | e | f | g | h |   |

1. Df3! ~ 2. d4#
1. ... S:c5 2. Tg7! ~ 3. Dg3, Lc7#
          2. ... Tg:g7 3. Lc7+ Tg:c7 (3. ... Th:c7???) 4. Dg3#
          2. ... Th:g7 3. Dg3+ T7:g3 (3. ... T8:g3???) 4. Lc7#